# دس آرک (آرکانزاس)
دس آرک (آرکانزاس) (به انگلیسی: Des Arc, Arkansas) یک شهر در ایالات متحده آمریکا با جمعیت ۱٬۹۳۳ نفر است که در آرکانزاس واقع شده‌است.

## موقعیت جغرافیایی
موقعیت جغرافیایی شهرها و مناطق اطراف به شرح زیر است: